# Han Ho-san
Han Ho-san (* 12. April 1939 in Seoul) ist ein koreanisch-deutscher Judoka. Er war von 1965 bis 2000 Bundestrainer im Deutschen Judo-Bund.

## Persönliches und Familie
Han Ho-san, Sohn eines Bauunternehmers, machte in Seoul das Abitur und schloss ein Studium der Architektur ab. 1963 setzte er sein Studium an der Technischen Hochschule Hannover fort und lebt seitdem in Deutschland. Er ist mit einer Koreanerin verheiratet und hat mit ihr zwei in Deutschland geborene Söhne. 1974 wurde Han deutscher Staatsbürger. Er lebt in Sindorf (Kerpen). Ein sportliches Hobby ist das Golfspielen.

## Sport
Bereits mit 17 Jahren wurde er Judo-Hochschul-Gymnasiumsmeister seines Landes und mit einem Pokal des koreanischen Staatspräsidenten geehrt. Nach Erfolgen in Korea nahm er 1961 an der Weltmeisterschaft in Paris teil und schnitt mit dem fünften Platz in der offenen Klasse ab, worauf er zum Sportler des Jahres Südkoreas gewählt wurde. Während seines Studiums in Hannover betrieb er weiterhin Judo und wurde von 1963 bis 1965 niedersächsischer Landestrainer. Von 1965 bis 1982 war er Cheftrainer des Männer-Teams, von 1982 bis 1990 Nachwuchstrainer, dann bis 1993 Cheftrainer und schließlich bis 2000 Trainer-Koordinator. Bei den Judo-Weltmeisterschaften 2001 wurde Han vom Verband offiziell verabschiedet, wurde Ehren-Bundestrainer und erhielt dort den Grad eines 9. Dan.
Meilensteine seines Wirkens waren u. a. die Olympischen Spiele 1964 in Tokio, die Europameisterschaften 1968 in Lausanne sowie die Olympischen Spiele 1996 in Atlanta. Han erhielt eine Reihe von Auszeichnungen, beispielsweise das Silberne Lorbeerblatt (1967) sowie 1999 vom südkoreanischen Staatspräsidenten den Kuk Min Hun Chang. Im Mai 2004 wurde ihm das Bundesverdienstkreuz verliehen.